# Jānis Ivanovs
Jānis Ivanovs (født 9. oktober 1906 i Preiļi, Vitebsk guvernement, Det Russiske Kejserrige, død 27. marts 1983 i Riga, Lettiske SSR, Sovjetunionen) var en lettisk-sovjetisk komponist med russisk baggrund.
Ivanovs er nok Letlands betydeligste og mest kendte komponist i vesten. Han er nok bedst kendt for sine 21 symfonier med forskellig inspiration fra klassisk romantisk stil til mere moderne stilretning. Kendetegnende i hans symfonier var den melodiske åre og inspirationen af den letlandske nationale folklore.
Han blev således regnet for den mest betydningsfulde symfoniker fra Letland.
Han har også skrevet orkesterværker,kammermusik,vokalværker,klaverstykker, tre strygerkvartetter,klaver,violin og cellokoncerter. 
Ivanovs modtog i 1959 og 1970 Latvian SSR State Prize.

## Udvalgte værker
- 1  Symfoni (i H-mol) - "(Symfonisk digtning)" - (1933) - for orkester
- 2  Symfoni (i D-mol) - (1937) - for orkester
- 3  Symfoni (i F-mol) - (1938)- for orkester
- 4  Symfoni "Atlantis" - (1941) - for kvindekor og orkester
- 5  Symfoni (i C-dur) - (1945) - for orkester
- 6  Symfoni "Lettisk" - (1949) - for orkester
- 7  Symfoni (i C-mol) - (1953) - for orkester
- 8  Symfoni (i H-mol) - (1956)- for orkester
- 9  Symfoni - (1960) - for orkester
- 10 Symfoni - (1963) - for orkester
- 11 Symfoni (i Eb-mol) - (1965) - for orkester
- 12 Symfoni "Symfoni energisk" - (1967) - for orkester
- 13 Symfoni "Symfoni menneskelighed" - (1969) - for orkester
- 14 Symfoni "Kammersymfoni" - (1971) - for strygeorkester
- 15 Symfoni "Symfoni Ipsa" - (1972) - for orkester
- 16 Symfoni - (1974) - for orkester
- 17 Symfoni - (1976) - for orkester
- 18 Symfoni - (1977) - for orkester
- 19 Symfoni - (1979) - for orkester
- 20 Symfoni - (i Eb-dur) - (1981) - for orkester
- 21 Symfoni (i C-dur) - (1983 ufuldendt) - for orkester
- Klaverkoncert - (1959) - for klaver og orkester
- Violinkoncert - (1951) - for violin og orkester
- Cellokoncert - (1952) - for cello og orkester